# Ragnastrike Angels
Ragnastrike Angels (ラグナストライクエンジェルズ?, Ragunasutoraiku Enjeruzu) è un videogioco d'azione prodotto da Dingo per iOS, Android e Microsoft Windows, pubblicato in Giappone il 15 dicembre 2016. Una serie di corti anime basata sul gioco, a cura della Satelight, è stata trasmessa tra il 3 aprile e il 19 giugno 2016.

## Personaggi
Ayano Anemori (姉守 綾乃?, Anemori Ayano)
Doppiata da: Tomoyo Kurosawa
Moka Mihime (美姫 もか?, Mihime Moka)
Doppiata da: Inori Minase
Nagisa Nanami (那波 ナギサ?, Nanami Nagisa)
Doppiata da: Ayane Sakura
Izuki Kanomiya (華ノ宮 伊月?, Kanomiya Izuki)
Doppiata da: Maaya Uchida
Hinata Tōjō (東条 ひなた?, Tōjō Hinata)
Doppiata da: Mai Fuchigami
Kasumi Barnette Midō (御堂 かすみ バーネット?, Midō Kasumi Bānetto)
Doppiata da: Aoi Yūki

## Anime
L'adattamento anime di dodici episodi è stato annunciato da Dingo, Aniplex e DMM Games il 25 marzo 2016. La serie televisiva, diretta da Jun'ichi Wada presso lo studio Satelight, è andata in onda sulle televisioni giapponesi dal 3 aprile al 19 giugno 2016. La sigla è Kizuna no chikara (絆のチカラ?) della doppiatrice Tomoyo Kurosawa.

### Episodi
| Nº | Titolo italiano (traduzione letterale) Giapponese 「Kanji」 - Rōmaji                                                                 | In onda        | In onda |
| Nº | Titolo italiano (traduzione letterale) Giapponese 「Kanji」 - Rōmaji                                                                 | Giapponese     |         |
| 1  | Prologo -Incontro- 「プロローグ ―邂逅―」 - Purorōgu -Kaikō-                                                                          | 3 aprile 2016  |         |
| 2  | Il kotatsu soporifero 「まどろみの炬燵」 - Madoromi no kotatsu                                                                       | 10 aprile 2016 |         |
| 3  | È bello caldo 「あったかいんです」 - Attakain desu                                                                                   | 17 aprile 2016 |         |
| 4  | Ayano, in movimento! 「綾乃、いきます！」 - Ayano, ikimasu!                                                                          | 24 aprile 2016 |         |
| 5  | Siamo pur sempre ragazze 「だって女の子だもん」 - Datte onna no ko da mon                                                            | 1 maggio 2016  |         |
| 6  | Il contrattacco dei fiarem 「フィアレム迎撃戦」 - Fiaremu geigeki-sen                                                                | 8 maggio 2016  |         |
| 7  | Anche i soldati hanno bisogno di farsi il bagno! 「戦士にだってお風呂は必要なんです！」 - Senshi ni datte ofuro wa hitsuyō nan desu! | 15 maggio 2016 |         |
| 8  | Bella chiacchierata!! 「ナイストーク！！」 - Naisu tōku!!                                                                            | 22 maggio 2016 |         |
| 9  | Achoo 「ぷしっ」 - Pushi | 29 maggio 2016 |         |
| 10 | Per proteggere tutto 「すべてを守るために」 - Subete o mamoru tame ni                                                                | 5 giugno 2016  |         |
| 11 | Un cielo di disperazione 「絶望の空」 - Zetsubō no sora                                                                              | 12 giugno 2016 |         |
| 12 | Speranza 「希望」 - Kibō | 19 giugno 2016 |         |